# نخل توکوم
نخل توکوم (نام علمی: Astrocaryum vulgare) نام یک گونه از تیره نخل است که بومی جنگل‌های بارانی آمازون و نواحی پارا در برزیل و دارای میوه‌های خوراکی است.